# Anomologa
Anomologa é um gênero de traça pertencente à família Agonoxenidae.